# Campeonato Panamericano de Judo de 1990
El XVIII Campeonato Panamericano de Judo se celebró en Caracas (Venezuela) entre el 15 y el 20 de octubre de 1990 bajo la organización de la Unión Panamericana de Judo.
En total se disputaron diecisiete pruebas diferentes, ocho masculinas y nueve femeninas.

## Resultados

### Masculino
| Evento | Oro                            | Plata                           | Bronce                                                             |
| ------ | ------------------------------ | ------------------------------- | ------------------------------------------------------------------ |
| –56 kg | Willis García · Venezuela      | Sumio Tsujimoto · Brasil        | Leandro Carrasco Hernández · Cuba · Juan Carlos Trione · Argentina |
| –60 kg | Israel Hernández Planas · Cuba | Roger Durán · Venezuela         | John Matsuoka · Estados Unidos · Taro Tan · Canadá                 |
| –65 kg | Jean-Pierre Cantin · Canadá    | Pablo Hernández Manrique · Cuba | Álex Lugo · Venezuela · Jimmy Pedro · Estados Unidos               |
| –71 kg | Sérgio Souza Oliveira · Brasil | Ismael Borboña Luputey · Cuba   | John Hobales Estados Unidos Edgardo Antinori Argentina             |
| –78 kg | Ezequiel Paraguassu · Brasil   | Richard Riley Estados Unidos    | Federico Vizcarra · México · Gastón García · Argentina             |
| –86 kg | Nicolas Gill · Canadá          | Charles Griffith · Venezuela    | Sandro López Argentina Jorge Bonnet Puerto Rico                    |
| –95 kg | Belarmino Salgado · Cuba       | Jorge Aguirre Wardi Argentina   | Leo White · Estados Unidos · Javier Pina · México                  |
| +95 kg | Frank Moreno García · Cuba     | Tom Greenway · Canadá           | Víctor Drube Argentina James Bacon Estados Unidos                  |

### Femenino
| Evento            | Oro                                | Plata                                 | Bronce                                                                      |
| ----------------- | ---------------------------------- | ------------------------------------- | --------------------------------------------------------------------------- |
| –45 kg            | Mabel Fonseca Ramírez · Cuba       | Teresa Benítez · República Dominicana | Denise Vidal · Estados Unidos · Kelly Silva · Venezuela                     |
| –48 kg            | Legna Verdecia Rodríguez · Cuba    | Valerie Gotay Estados Unidos          | Brigitte Lastrade · Canadá · Elizabeth Monteleone · Argentina               |
| –52 kg            | Maritza Pérez Cárdenas · Cuba      | Michelle Buckingham · Canadá          | Carolina Mariani · Argentina · Patricia Bevilacqua · Brasil                 |
| –56 kg            | Pascale Mainville · Canadá         | Kenia Rodríguez · Cuba                | Altagracia Contreras · República Dominicana · Kari Gabriel · Estados Unidos |
| –61 kg            | Ileana Beltrán Zulueta · Cuba      | Xiomara Griffith · Venezuela          | Tammy Patterson · Canadá · Lynn Roethke · Estados Unidos                    |
| –66 kg            | Odalys Revé Jimenéz · Cuba         | Grace Jividen Estados Unidos          | Francis Gómez · Venezuela · Dulce Piña · República Dominicana               |
| –72 kg            | Diana Bridges Estados Unidos       | Niurka Moreno · Cuba                  | Elizabeth Sayer · Canadá · Soraia André · Brasil                            |
| +72 kg            | Estela Rodríguez Villanueva · Cuba | Jane Patterson · Canadá               | Edilene Andrade · Brasil · Emma Salazar · Venezuela                         |
| Categoría abierta | Heidi Bauersachs Estados Unidos    | Allison Henry · Venezuela             | Regla Povea · Cuba · Sara Rilves · Canadá                                   |

## Medallero
| Núm. | País                 | Oro | Plata | Bronce | Total |
| ---- | -------------------- | --- | ----- | ------ | ----- |
| 1    | Cuba                 | 9   | 4     | 2      | 15    |
| 2    | Canadá               | 3   | 3     | 5      | 11    |
| 3    | Estados Unidos       | 2   | 3     | 8      | 13    |
| 4    | Brasil               | 2   | 1     | 3      | 6     |
| 5    | Venezuela            | 1   | 4     | 4      | 9     |
| 6    | Argentina            | 0   | 1     | 7      | 8     |
| 7    | República Dominicana | 0   | 1     | 2      | 3     |
| 8    | México               | 0   | 0     | 2      | 2     |
| 9    | Puerto Rico          | 0   | 0     | 1      | 1     |
|      | TOTAL                | 17  | 17    | 34     | 68    |